# Cladophantis pristina
Cladophantis pristina är en fjärilsart som beskrevs av Edward Meyrick 1925. Cladophantis pristina ingår i släktet Cladophantis och familjen plattmalar. Inga underarter finns listade i Catalogue of Life.